# Alan Quine
Alan Quine, född 25 februari 1993 i Belleville i Ontario, är en kanadensisk professionell ishockeyspelare som är spelar för Edmonton Oilers i NHL.
Han har tidigare spelat på NHL-nivå för Calgary Flames och New York Islanders och på lägre nivåer för Stockton Heat, Bridgeport Sound Tigers och Grand Rapids Griffins i AHL, Stockton Thunder i ECHL, Kingston Frontenacs, Peterborough Petes och Belleville Bulls i OHL.
Quine draftades först i tredje rundan i 2011 års draft av Detroit Red Wings som 85:e spelare totalt men han valde inte att skriva kontrakt med dem. Det gjorde att han blev tillgänglig i 2013 års draft och det resulterade i att han blev draftad av New York Islanders i sjätte rundan som 166:e spelare totalt, vilka han skrev kontrakt med. 
Den 1 juli 2018 skrev han som free agent på ett ettårskontrakt värt 700 000 dollar med Calgary Flames.

## Statistik
| 2008–2009   | Toronto Jr. Canadiens Minor Midget AAA | GTHL        | 35  | 26 | 26  | 52  | 8  | —  | — | — | —  | — |
|             | Toronto Jr. Canadiens                  | OJHL        | 2   | 1  | 1   | 2   | 0  | —  | — | — | —  | — |
| 2009–2010   | Kingston Frontenacs                    | OHL         | 64  | 11 | 17  | 28  | 8  | 7  | 1 | 2 | 3  | 0 |
| 2010–2011   | Kingston Frontenacs                    | OHL         | 17  | 4  | 7   | 11  | 2  | —  | — | — | —  | — |
|             | Peterborough Petes                     | OHL         | 52  | 22 | 20  | 42  | 6  | —  | — | — | —  | — |
| 2011–2012   | Peterborough Petes                     | OHL         | 65  | 30 | 40  | 70  | 21 | —  | — | — | —  | — |
|             | Grand Rapids Griffins                  | AHL         | 3   | 0  | 1   | 1   | 0  | —  | — | — | —  | — |
| 2012–2013   | Peterborough Petes                     | OHL         | 26  | 9  | 17  | 26  | 14 | —  | — | — | —  | — |
|             | Belleville Bulls                       | OHL         | 28  | 14 | 27  | 41  | 6  | 17 | 8 | 7 | 15 | 6 |
| 2013–2014   | Bridgeport Sound Tigers                | AHL         | 61  | 8  | 19  | 27  | 23 | —  | — | — | —  | — |
|             | Stockton Thunder                       | ECHL        | 7   | 2  | 6   | 8   | 2  | 8  | 3 | 1 | 4  | 0 |
| 2014–2015   | Bridgeport Sound Tigers                | AHL         | 75  | 23 | 38  | 61  | 34 | —  | — | — | —  | — |
| 2015–2016   | New York Islanders                     | NHL         | 2   | 1  | 0   | 1   | 0  | 10 | 1 | 4 | 5  | 2 |
|             | Bridgeport Sound Tigers                | AHL         | 56  | 19 | 29  | 48  | 24 | —  | — | — | —  | — |
| 2016–2017   | New York Islanders                     | NHL         | 61  | 5  | 13  | 18  | 8  | —  | — | — | —  | — |
| 2017–2018   | New York Islanders                     | NHL         | 21  | 0  | 3   | 3   | 4  | —  | — | — | —  | — |
|             | Bridgeport Sound Tigers                | AHL         | 4   | 1  | 0   | 1   | 4  | —  | — | — | —  | — |
| 2018–2019   | Calgary Flames                         | NHL         | —   | —  | —   | —   | —  | —  | — | — | —  | — |
| NHL totalt  | NHL totalt                             | NHL totalt  | 84  | 6  | 16  | 22  | 12 | 10 | 1 | 4 | 5  | 2 |
| AHL totalt  | AHL totalt                             | AHL totalt  | 199 | 51 | 87  | 138 | 85 | —  | — | — | —  | — |
| ECHL totalt | ECHL totalt                            | ECHL totalt | 7   | 2  | 6   | 8   | 2  | 8  | 3 | 1 | 4  | 0 |
| OHL totalt  | OHL totalt                             | OHL totalt  | 252 | 90 | 128 | 218 | 57 | 24 | 9 | 9 | 18 | 6 |